# Rapotín
Rapotín (deutsch Reitendorf) ist eine Gemeinde in Tschechien. Sie liegt in Mähren, vier Kilometer nordöstlich von Šumperk, und gehört zum Bezirk Šumperk in der Olmützer Region. Die Gemeinde ist Mitglied im Gemeindeverband Svazek obcí údolí Desné.

## Geographie

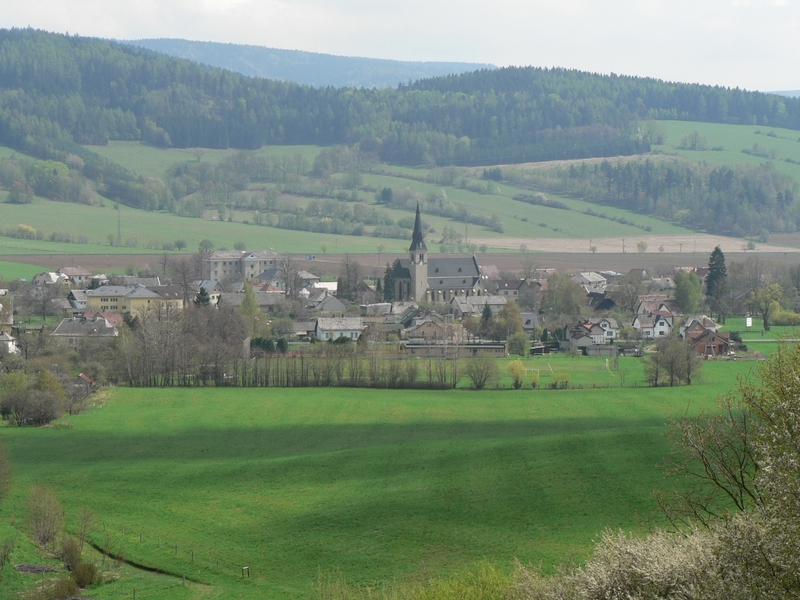
Ansicht von Rapotin

Rapotín befindet sich am Fuße des Rabenseifener Berglandes (Hraběšická vrchovina) im Schönberger Kessel. Das Dorf erstreckt sich auf einer Länge von acht Kilometern beiderseits der Desná im Einmündungsbereich der Losinka, Merta und des Rejchartický potok vom Schloss Velké Losiny bis nach Šumperk. Nördlich erheben sich der Prostřední vrch (602 m) und der Bukový kopec (Große Anhöhe, 640 m), im Südosten die Prostřední skála (Mittelstein, 718 m) und im Westen die Městské skály (689 m).
Nachbarorte sind Ludvíkov, Velké Losiny und Terezín im Norden, Petrov nad Desnou und Sobotín im Nordosten, Rudoltice im Osten, Hraběšice und Krásné im Südosten, Anenský Dvůr, Vikýřovice und Skřivánčí Dvůr im Süden, Nové Domky und Temenice im Südwesten, Bratrušov im Westen sowie Osikov und Rejchartice im Nordwesten.

## Geschichte
Die erste schriftliche Erwähnung des im 13. Jahrhundert von deutschen Kolonisten angelegten Dorfes erfolgte im Jahre 1391. Zu dieser Zeit gehörte der Ort zu den landesfürstlichen Besitzungen Schönberg und Goldenstein. Zu Beginn des 15. Jahrhunderts wurde das Dorf an Čeněk von Lipá verpfändet. Ihm folgten als Besitzer Eberhard von Kunstadt, Benesch von Waldstein, Bernhard von Cimburg, Johann Tunkl von Hohenstadt und Johann der Ältere von Zierotin.
In den Jahren 1620 und 1621 kam es Bauernaufständen gegen die Herren von Zierotin. 1659 brachen wiederum Bauernrevolten aus, diese wurden 1662 mit der Hinrichtung von drei Rädelsführern blutig beendet. Zu dieser Zeit setzten in der Herrschaft Groß Ullersdorf auch die Hexenprozesse ein. Zu den 56 Frauen, die der Inquisitor Franz Boblig damals auf dem Scheiterhaufen verbrennen ließ, gehörten auch acht aus Reitendorf. Das Hufenregister weist für Reitendorf in der ersten Hälfte des 18. Jahrhunderts 47 Bauern, 32 Beisassen und 45 Kötter aus. 1770 bestand der Ort aus 170 Wohnhäusern. Durch Reitendorf führte ein wichtiger Handelsweg entlang der Tess über das Altvatergebirge.
1829 wurde die Glashütte Engelsthal bei Winkelsdorf stillgelegt und unterhalb des Schlosses Groß Ullersdorf an der Teß eine neue Hütte angelegt. Damit setzte ein wirtschaftlicher Aufschwung des Dorfes ein. 1834 standen in Reitendorf 211 Wohngebäude. 1839 wurde die Straße von Gabel nach Troppau errichtet, die ursprünglich neben dem Dorf angelegt wurde. Beim weiteren Ausbau des Ortes erfolgte eine Bebauung an der Straße.
Nach der Aufhebung der Patrimonialherrschaften bildete Reitendorf an der Tess / Rejpotín ab 1850 mit den Ansiedlungen Neuhäusl und Neusiedl eine Gemeinde im Bezirk Mährisch Schönberg. Unter Josef Schreiber, der die Glashütte 1857 erwarb, wurde das Werk stark erweitert und zu einem florierenden Unternehmen ausgebaut. Die Hütte, die zunächst als Glashütte Groß Ullersdorf firmierte, trug ab 1871 die Bezeichnung „Glashütte Reitendorf“. Das Unternehmen J. Schreiber & Neffen holte tschechische Glasmacher in den Betrieb und in dem zuvor nur von Deutschen besiedelten Ort wurde eine tschechische Minderheit ansässig.

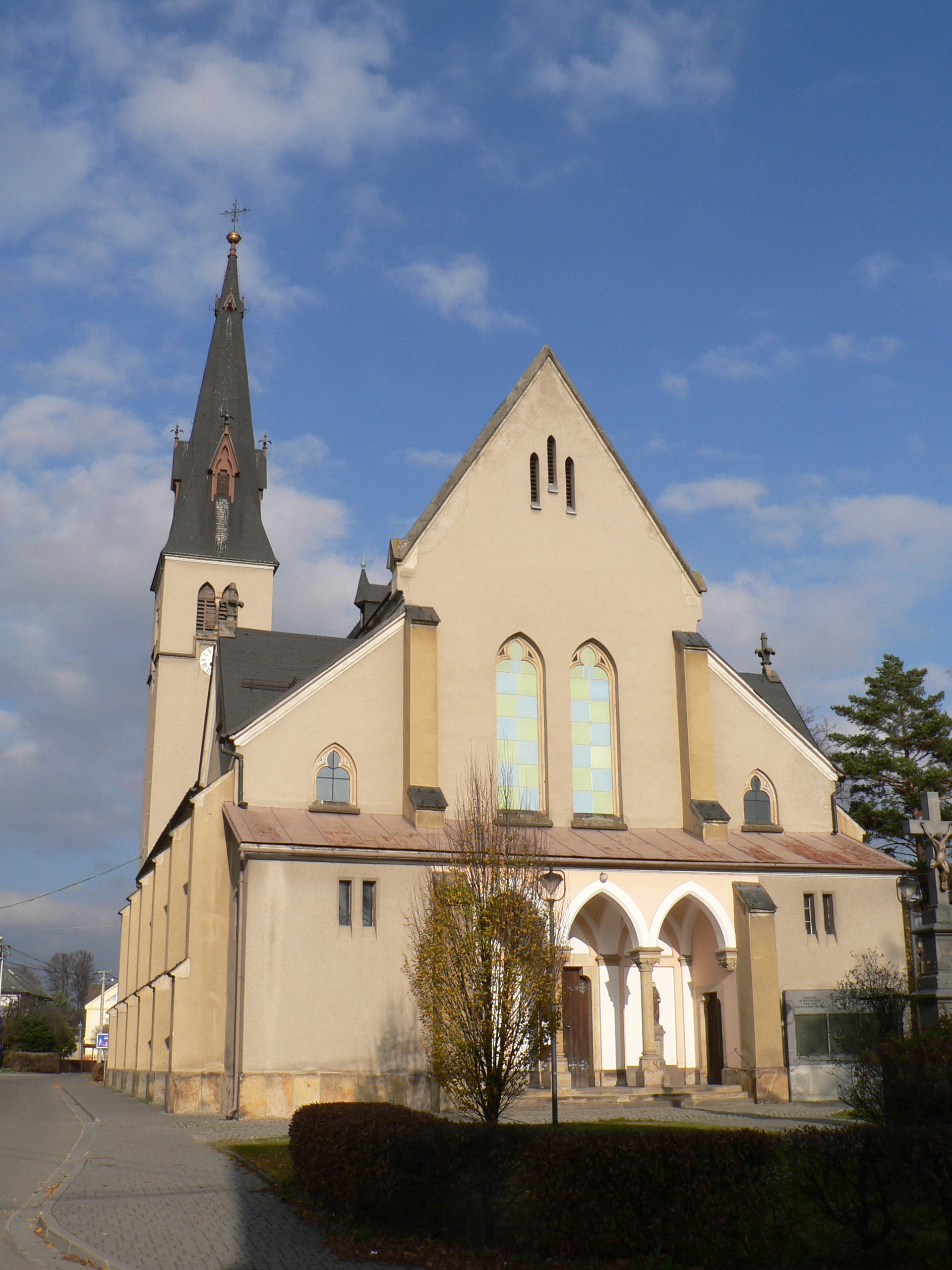
Kirche Mariä Himmelfahrt

Durch das stetige Wachstum des Dorfes entwickelte sich auch die Infrastruktur. 1870 begann der Bau der Kirche und 1871 erhielt das Dorf mit der Lokalbahn Hohenstadt–Zöptau einen Bahnanschluss. 1872 wurde bei der Glasfabrik eine Schule errichtet. Zwischen 1872 und 1873 errichtete die Mährische Grenzbahn die Eisenbahn von Sternberg über Mährisch Schönberg nach Hannsdorf und übernahm zugleich die Lokalbahnstrecke. 1904 kam noch die Bahnstrecke von Petersdorf an der Teß nach Winkelsdorf an der Teß hinzu. Nach dem Ersten Weltkrieg war die Glasfabrik neben Lednické Rovne eines der beiden verbliebenen Werke der Glashüttenwerke vorm. J. Schreiber & Neffen AG und hatte 1934 450 Beschäftigte. 1930 lebten in dem Dorf 2965 Menschen, darunter 258 Tschechen. Infolge der Weltwirtschaftskrise musste die Glasfabrik 1935 die Produktion einstellen. Im selben Jahr brachen auch alle anderen Industriebetriebe im Tal der Teß zusammen und die Massenarbeitslosigkeit führte zu einem deutlichen Wahlsieg der Sudetendeutschen Partei.
Nach dem Münchner Abkommen wurde die Gemeinde 1938 dem Deutschen Reich angeschlossen. Die meisten Tschechen verließen das Dorf und zogen ins Landesinnere; in Reitendorf verblieben lediglich 65. Am 7. Oktober 1938 marschierte die Wehrmacht in Reitendorf ein und wurde von den meisten der Einwohner bejubelt. Zugleich wurden 84 Einwohner von der Gestapo verhaftet. Bis 1945 gehörte die Gemeinde zum Landkreis Mährisch Schönberg.
Am 5. Mai 1939 wurden Petersdorf an der Tess und Weikersdorf eingemeindet, dadurch stieg die Einwohnerzahl auf 6998 an. Zwischen 1945 und 1946 erfolgten die Vertreibung der deutschen Bewohner und die Neubesiedlung mit Tschechen. 1948 wurde Rapotín nach Šumperk eingemeindet, dies wurde 1951 nach Protesten der Einwohner wieder rückgängig macht. Bei der Niederschlagung des Prager Frühlings marschierte am 21. August 1968 die Polnische Armee in Rapotín ein und hielt den Ort bis zum 23. August besetzt. 1985 wurde Rapotín wiederum nach Šumperk eingegliedert. Seit 1990 besteht die Gemeinde wieder. 1997 wurde die Bahnstrecke Petrov nad Desnou – Kouty nad Desnou durch ein Hochwasser stark beschädigt und danach neu aufgebaut.

## Gemeindegliederung
Für die Gemeinde Rapotín sind keine Ortsteile ausgewiesen. Zu Rapotín gehört die Ansiedlung Nové Domky (Neuhäusl).

## Sehenswürdigkeiten

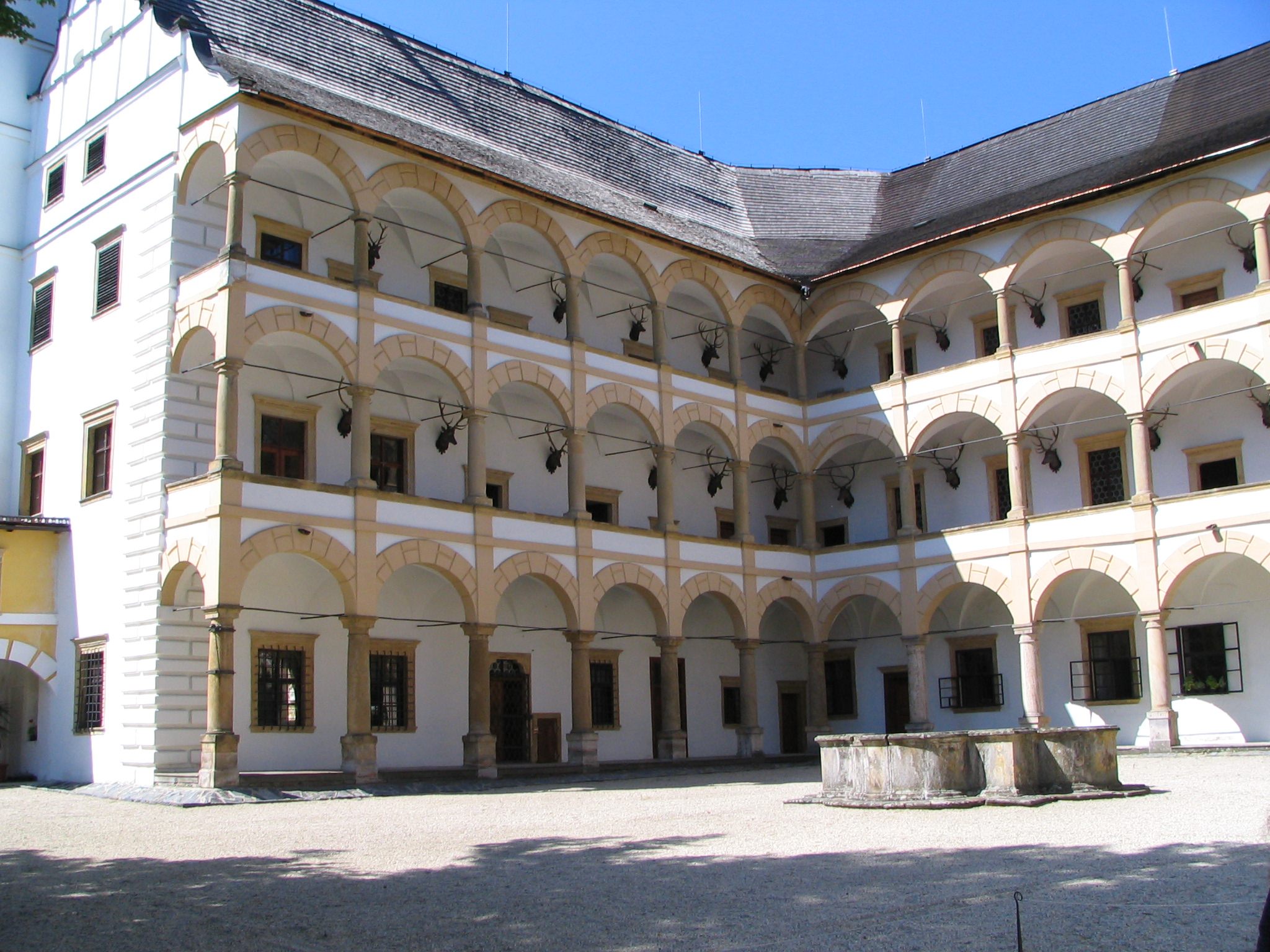
Schloss Velké Losiny

- Schloss Velké Losiny, nördlich des Dorfes
- Kirche Mariä Himmelfahrt, der neogotische Bau aus dem Jahre 1874 wurde 2006 zum Kulturdenkmal erklärt.
- barocke Kapelle des hl. Michael aus der zweiten Hälfte des 18. Jahrhunderts
- Säule zur Erinnerung an die Hexenverbrennung, errichtet 1678
- Glashütte Rapotín, am oberen Ortsende
- Zemědělský skanzen Rapotín u Havlíčků, landwirtschaftliches Freilichtmuseum mit Minizoo und Veteranenausstellung, am unteren Ortsende

## Söhne und Töchter der Gemeinde
- Karl Gabriel (* 1943), deutscher römisch-katholischer Theologe und Soziologe
- Petra Kelling (* 1944), deutsche Schauspielerin
- Heinrich Berbalk (* 1945), deutscher Psychologe und Hochschullehrer